# Клан Керр
Керр (англ. Kerr, гэльск. Cearr, MacGhillechearr) — один из кланов Шотландии.

## История клана
Большинство историков полагает, что название клана произошло от старо-норвежского слова kjrr, что значит житель болот. Кроме того, существуют кельтские версии, согласно которым название могло произойти от валлийского Caer (крепость) либо от гэльского Céarr (левша).
В соответствии с норманнской версией, предки клана ранее жили на юге Норвегии, и в 866 году, вместе со знаменитым викингом Роллоном Пешеходом, прибыли во французскую Нейстрию, ставшую герцогством Нормандия. К 911 году их диаспоры обосновались в Бретани и на Шербургском полуострове, а в 1066 году Керры отправились в составе армии Вильгельма Завоевателя в Англию — в свите Роберта де Брюса-старшего (Robert de Brus), предка дворянского рода Брюсов.
После завоевания Англии Роберт Брюс-старший выделил Керрам небольшой земельный надел из числа своих территорий в Ланкашире. На протяжении четырёх поколений Керры служили егерями Брюсов, в том числе и Джон Керр из Стобо по прозвищу Охотник из Свинхоупа — его имя встречается в исторических документах 1190 года. Это — первое письменное упоминание клана Керр. Впоследствии Керры перебрались из Ланкашира в шотландский Селькиркшир.
Имя Николаса Керра упоминается в Рагманских свитках 1296 года — документе, в котором шотландские дворяне приносили оммаж королю Англии Эдуарду Длинноногому.
Вильям Кер оф Керсланд поддержал Вильяма Уоллеса в борьбе за шотландскую независимость, присоединившись к нему в 1296 году. Считается, что Вильям Кер и Стефан Ирландский (Stephen of Ireland) были единственными из людей Уоллеса, кто уцелел в битве при Илхо (Elcho). Вильям Кер стал одним из лучших друзей Уоллеса, и был убит при пленении последнего в 1305 году.
Потомками Николаса Керра считаются братья Ральф и Роберт (иногда именуемый Джоном) Керр, обосновавшиеся около 1330 года в Шотландском Пограничье, в Роксброшире. От Ральфа ведет своё начало ветвь Керров оф Фернихёрст (Kerrs of Ferniehurst), а от Роберта (Джона) — Керры оф Сиссфорд (Kerrs of Cessford). Хотя эти два семейства постоянно находились в состоянии конфликта, потомки обоих домов были назначены Начальниками Средних Марок (сэр Эндрю Фернихёрст в 1502 году, а сэр Эндрю Сиссфорд после сражения при Флоддене). В XIV—XV веках могущество и благосостояние клана постепенно увеличивалось (в полном соответствии с девизом «Не сразу, но всерьез»), а после изгнания клана Дугласов в 1455 году Керры стали одними из самых влиятельных вассалов короны. В 1451 году Эндрю Керр оф Сиссфорд получил титул барона Роксбро, а в 1457 году был назначен Смотрителем границ (Warden of the Marches). В 1493 году баронство и право владения замком Сиссфорд были подтверждены королевским указом.
Оба семейства Керр продолжали выступать друг против друга в XVI веке, и после смерти Якова IV, когда его вдова Маргарита Тюдор вступала в повторный брак с Арчибальдом Дугласом, графом Ангуса, Керры оф Сиссфорд поддерживали английскую королеву-мать, а Керы оф Фернихёрст — молодого короля Якова V. В итоге, когда Ангус оказался в ссылке, Сиссфорд был вынужден бежать в Англию, и вернулся только после смерти Якова V в 1542 году, когда сэр Джон Керр оф Фернихёрст потерял свой замок, который захватили англичане. Замок был возвращен в 1549 году, а англичане из его гарнизона, которые неоднократно насиловали женщин Керра, были захвачены и жестоко замучены. Противостояние продолжилось, когда сэр Томас Фернихёрст сражался на стороне Марии I Стюарт при Лангсайде, а сэр Уолтер Сиссфорд — на стороне Якова VI. В конце концов, вражда была прекращена на политическом уровне, после заключения в 1603 году «Союза Короны», и на личном уровне, после брака Энн Керр оф Сиссфорд с Вильямом Керром оф Фернихёрст, от которых происходят графы и маркизы Лотиана.
В 1606 г. Maрк Керр стал 1-м графом оф Лотиан (Earl of Lothian).
Сэр Роберт Керр оф Сиссфорд, сын сэра Уолтера, упомянутого выше, в 1637 году стал лордом Роксборо. Женившись на наследнице графа Роксборо, сэр Вильям Драммонд стал 2-м графом Роксборо и принял фамилию Керр. Его потомок, Джон, 5-й граф, стал герцогом Роксборо. После пресечения линии со смертью Джона, 3-го герцога Роксборо, этот титул перешел к сэру Джеймсу Иннсу оф Иннс, который был 25-м вождём Иннсов и принял фамилию Керр. Чиф клана Керр носит титулы маркиза Лотиана и герцога Роксборо и одновременно является вождем Иннсов.
В начале XX века Генри Керр и священник Эдвард Баннерман Рамсей (более известный как Дин Рамсей) опубликовали монументальный труд «Воспоминания о шотландском характере и образе жизни»).